# Ischnopoda umbratica
Ischnopoda umbratica är en skalbaggsart som först beskrevs av Wilhelm Ferdinand Erichson 1837.  Ischnopoda umbratica ingår i släktet Tachyusa, och familjen kortvingar. Arten är reproducerande i Sverige.